# عزیزه هارون
عزیزه عمر هارون (۱۹۲۳ – ۱۲ فوریه ۱۹۸۶) شاعر سوری بود. او در لاذقیه به دنیا آمد و تحصیل کرد. تحصیلات خود را در خانه پدری به پایان رساند و از راه خودآموزی ادامه داد. سه بار ازدواج کرد اما در زندگی زناشویی خود موفق نبود. برای کار در رادیو و تلویزیون به دمشق رفت. در سنین کودکی شعر سرودن را آغاز کرد و آن را در مجله‌های ادبی «الصباح» دمشق، «التمدن الاسلامی» و مجلهٔ «اصداء» منتشر می‌کرد و از رادیوی دمشق پخش کرد. او در کنفرانس‌های ادبی عرب شرکت کرد و میخائیل نعیمه، احمد رامی و طه حسین استعداد شعری او را شناسایی کردند. او به عنوان عضو کمیتهٔ شعر در اتحادیهٔ نویسندگان عرب در دمشق انتخاب شد. در مجامع ادبی و جشنواره‌های شعر حضور برجسته ای داشت. اما بیماری‌اش باعث عزلت‌گزینی او شد. اشعار او به شکل دست‌نوشته و چاپ‌شده در مطبوعات باقی ماند تا اینکه مجمع فرهنگی زنان در دمشق، مجموعه شعر او را در سال ۱۹۹۲ منتشر کرد که توسط شاعر عفیفه الحصنی (۱۹۱۸–۲۰۰۳) تهیه شده است.

## زندگی و پیشه
عزیزه بنت عمر هارون در سال ۱۹۲۳ در حی القلعه در لاذقیه، مرکز دولت علوی، به دنیا آمد. پدرش عمر هارون به پیروی از دین و اخلاق معروف بود. تحصیلات ی اولیه خود را در خانهٔ پدری گذراند و توسط دوست پدرش، سعید مطرجی، آموزش دید؛ از او علوم زبان عربی و قرآن یادگرفت. به دلیل سنت‌ها و رسومی که آن زمان زنان را از مشارکت در زندگی اجتماعی بازمی‌داشت، تحصیلات خود را به پایان نرساند. برای ادامه تحصیل با یادگیری در مورد میراث عرب و جنبش شعر معاصر به خود متکی شد. او از دوران کودکی علاقهٔ بسیاری به ادبیات داشت، دیوان‌های شعری عرب او را جذب کرد و اشعار برگزیده را حفظ کرد. شاعری خودساخته و خودآموخته شمرده می‌شود، استعدادهای ادبی خود را با هنرهای ادبی که از راه خواندن و بررسی به دست آورده بود، تکمیل کرد. هنوز سیزده ساله نشده بود که به نظم شعر پرداخت.
او در کنفرانس‌ها و جشنواره‌های ادبی متعددی در سوریه و خارج از کشور شرکت کرد و اشعارش در چندین روزنامه و مجلهٔ عربی از جمله مجلهٔ «اصداء»، مجلهٔ «الصباح»، «التمدّن الإسلامی»، «الادیب»، «الآداب» و غیره منتشر شد. عزیزه هارون در رادیو دمشق کار کرد و اشعار شاعران کهن و معاصر را پخش می‌کرد. شعر خود را نیز دکلمه می‌کرد. یک برنامهٔ رادیویی به نام «برای تو می‌خوانم» داشت که با صدای خود در رادیو دمشق ارائه کرد.او همچنین سرپرست کتابخانهٔ ریاست رادیوی دمشق بود. او در روزگار اتحاد سوریه و مصر (۱۹۵۸–۱۹۶۱) به عنوان عضو کمیتهٔ شعر شورای عالی مراقبت از هنر، ادبیات و علوم اجتماعی انتخاب شد.او همچنین عضو کمیته شعر اتحادیه نویسندگان عرب در دمشق بود.
ابراهیم الجندی دربارهٔ شاعرانگی او گفته است: «این شاعر الهام‌بخش با انتخاب موضوعات ظریف و پیچیده‌اش متمایز بود. جادوی قافیه‌ها، شکوه معانی و والای اندیشه‌هایش را به آنها اضافه کرد. او در تولید فراوان و بیان احساسات انسانی خود هر چه می‌خواست خلق کرد. جاه‌طلبی ادبی یک ویژگی است که در رنگ‌های شعر او مشهود است. الهام به او جریان می‌ابد و او بدون مشکل در ذات شعر قدم می‌زند. تلخی زندگی خصوصی، او را برای مدتی ذوب کرد، سپس مسیر زندگی اش تغییر کرد. او زندگی آرامی را با شوهری فاضل دارد که معانی زندگی و وظایف را درک می‌کند. شعر او از لحن بدبینانه‌ای که بر بسیاری از ادبیات تسلط داشت، عاری بود.» شعر او بین پایبندی به وزن و قافیه و نوشتن در قالب آزاد متفاوت است. به صورت عینی به جنبش شعر آزاد در بیان خود و علاقه به مسایل ملی تعلق داشت. شعر او با «رنگی از غم و اندوه» توصیف شده با بیانی از خود و تجربهٔ دردناکش در مواجهه با شرایط زنان عرب در عصر خود. در معجم بابطین دربارهٔ شعر او آمده است: «ویژگی شعر او صداقت عاطفی، سادگی و عدم پیچیدگی و پیوند با طبیعت در گرایش عرفانی و عاطفی است. او در ثبت تصاویر و نماهای واقع گرایانه که به بیانی شاعرانه از روحیهٔ زنانه و حالات مادری که بر او وارد می‌شد، عالی بود که متناسب با محرومیت او از مادرانگی می‌باشد. اشعار او سرشار از کلمات غمگین و اشک‌آلود است که به شکل هنرمندانه‌ای متناسب با فضای شعر به کار رفته است.»
هارون در سال‌های آخر زندگی‌اش عزلت گزید. در ۱۲ فوریه ۱۹۸۶ در دمشق درگذشت.

## زندگی شخصی
عزیزه هارون سه بار ازدواج کرد اما صاحب فرزند نشد و در هر سه بار شکست خورد. در سیزده سالگی با پسرعمویش که سال‌ها از او بزرگتر بود، ازدواج کرد اما بعدها جدا شد. سپس با محمد نذیر الحسینی شاعر ازدواج کرد که ناتوانی او در بچه‌دار شدن منجر به طلاق دوم او شد. سپس از با او سیاستمدار، قدری المفتی ازدواج کرد و از او نیز جدا شد.